# Лаберж (озеро)
Лаберж— озеро на реке Юкон к северу от столицы канадской территории Юкон — города Уайтхорс. Имеет 50 км в длину, ширина варьируется от 2 до 5 км. Постоянно холодная вода в озере порождает суровый микроклимат и высокую изменчивость погоды.
Индейцы тагиш называют озеро Kluk-tas-si, а тлинкиты — Tahini-wud. Англоязычный топоним появился в 1870 году в память о Роберте Ла Берже (1638—1712), одном из первых поселенцев в Новой Франции (1658). Его имя было широк известно среди наводнивших в то время долину Юкона старателей, направлявшихся вниз по реке в Доусон. Озеро упоминается в произведениях Джека Лондона «Зов предков» (1903 г.) и «Grit of Women» (1900 г.) и Роберта Сервиса «Кремация Сэма МакГи» (1907 г.).
На протяжении конца XIX и начала XX века для перевозивших товары после зимнего перерыва ранней весной торговцев озеро было значительным препятствием — ледовый покров сохранялся на нём дольше, чем на большей части реки. Использовались два основных метода очищения воды ото льда:
1. на располагающемся выше по течению озере Марш открывали шлюзы в дамбах, поток резко увеличивал объём воды подо льдом, давление на его поверхность нарастало, в результате чего нарушалась целостность льда и начинался ледоход;
2. поверхность зачернялась густым варом или машинным маслом, соответственно уменьшалась отражаемость и начиналось интенсивное таяние под воздействием приходящей солнечной радиации.

В 1999 году на озере установлен знак, предупреждающий о запрете на вылов налима и употребление выловленной рыбы в пищу и о квоте — две рыбины на человека в месяц на вылов форели в водах озера. Оба ограничения вызваны сильным загрязнением озера токсичными пестицидами, применяющимися в сельском хозяйстве в бассейне реки и значительным переловом рыбы, нарушающим естественные пищевые цепи.
В сентябре 2009 года на дне озера был обнаружен заднеколёсный пароход «A. J. Goddard», затонувший в 1901 году (погибли три члена команды). Подводные археологи подняли судно, после чего правительство территории Юкон выделило средства на превращение остова парохода в туристическую достопримечательность. Журнал National Geographic назвал подъём судна археологической находкой года. В каюте был обнаружен фонограф с тремя записями, благодаря которым люди смогли услышать песни, популярные в годы Золотой Лихорадки.